# مارتن ديميتروف
مارتن ديميتروف (بالبلغارية: Мартин Димитров)‏ (20 مارس 1996 ببلوفديف في بلغاريا - ) هو لاعب كرة قدم بلغاري في مركز حراسة المرمى. لعب مع نادي بوتيف بلوفديف.

## وصلات خارجية
- مارتن ديميتروف على موقع قاعدة بيانات كرة القدم.إي يو (الإنجليزية)
- مارتن ديميتروف على موقع Soccerway.com (الإنجليزية)